# Вацлавик, Милан
Милан Вацлавик (словац. Milán Václavík; 28 марта 1928 ― 2 января 2007) ― генерал-полковник Вооружённых сил Чехословакии. Министр национальной обороны Чехословакии в 1985―1989 гг.

## Биография
Вацлавик родился 28 марта 1928 года в деревне Предмьер, район Жилина, Словакия. Получил диплом по специальности инженера. В 1950-х годах был отправлен на учёбу в СССР и посещал курсы в Военной академии имени Фрунзе и в Академии Генерального штаба.

### Карьера
Вацлавик работал инженером до 1949 года, когда он был призван в Чехословацкую народную армию. В 1970-х годах занимал должность заместителя командующего Западного военного округа. Позже был повышен до звания генерал-полковника. Служил в качестве первого заместителя начальника Генштаба армии с 1983 года по 11 января 1985 года.
Был назначен министром обороны 11 января 1985 года, сменив на этом посту Мартина Дзура. Вацлавик заседал в кабинете министров под руководством премьер-министра Любомира Штроуглала при президенте Гусаке. Вацлавик стала членом ЦК Коммунистической партии Чехословакии вскоре после его назначения. Сохранил свой пост в кабинете министров, сформированном премьер-министр Ладиславом Адамецм в октябре 1988 года.
29 ноября 1989 Федеральное собрание потребовало у Вацлавика ответить на вопрос о том, кому подчиняется армия. Министр заявил, что она подчиняется тем, кто поддерживает социализм. Позиция Вацлавика посеяла смуту среди чешских парламентариев. После этого инцидента и из-за давления на премьер-министра Адамецс Вацлавик был отстранён от должности. 3 декабря 1989 года новым министром обороны стал Мирослав Вацек.

### Поздние годы и смерть
После своей отставки Вацлавик потерял весь свой авторитет из-за его поддержки коммунистического режима. Он был привлечён к уголовной ответственности в январе 1996 года вместе с другими крупнейшими партийными деятелями. Все они были обвинены в незаконном снабжении полиции. В сентябре 1996 года Вацлавик был помилован президентом Вацлавом Гавелом по причине его слабого здоровья. Умер 2 января 2007 года.